# Judith Esser-Mittag
Judith Esser-Mittag (Düsseldorf, 12 de noviembre de 1921-1 de mayo de 2020) más conocida como Judith Esser, fue una ginecóloga alemana que inventó el tampón higiénico sin aplicador.

## Trayectoria
Esser-Mittag estudió medicina en la Universidad de Colonia y la Universidad de Bonn de 1940 a 1945, año en el que obtuvo la licencia para ejercer su profesión.
Desde 1951, se convirtió en especialista en enfermedades ginecológicas y obstetricia. En 1952, fundó la Sociedad Médica para la Promoción de la Salud de la Mujer, de la que fue secretaria hasta 1998. En 1978, fue una de los miembros fundadores del Grupo de Trabajo de Ginecología Infantil y Adolescente de la Sociedad Alemana de Ginecología y Obstetricia.
Hasta 2004, fue miembro del Comité de Prevención y Asesoramiento Sanitario del Colegio de Médicos de Renania del Norte. También, realizó investigaciones de ginecología pediátrica y adolescente, así como la creación de manuales para la educación sexual de los adolescentes y materiales para el programa preventivo Gesund macht Schule.
El 5 de octubre de 2009 recibió la Orden del Mérito del Estado de Renania del Norte-Westfalia, de manos del presidente Jürgen Rüttgers en la Ständehaus de Düsseldorf.
La Sociedad Alemana de Ginecología Infantil y Juvenil creó el Premio Judith Esser-Mittag en su honor.

## El tampón sin aplicador
Durante siglos se han improvisado tampones y toallas sanitarias para las mujeres. Los primeros tampones modernos fueron comercializados en los Estados Unidos por Tampax a partir de 1936. Estos se basaron en prototipos del tampón higiénico con aplicador, desarrollados por el médico estadounidense, Earle Haas, que estaban formados por un aplicador dentro de un tubo de cartón. 
En 1947, el ingeniero automotriz alemán, Carl Hahn y el abogado, Heinz Mittag, encargaron a Esser-Mittag que mejorara este diseño mediante el desarrollo de un tampón sin aplicador, que se pudiera insertar con los dedos.
El producto inventado por  Esser-Mittag con 27 años, se lanzó en 1950, como «tampón ob», nombre que deriva del término alemán ohne binde (sin compresa). El tampón ob, estaba formado por capas de almohadillas de fibra enrolladas, diseñadas para expandirse uniformemente desde todos los lados, llenando la cavidad vaginal más completamente que un tampón menos flexible. Por tanto, era más eficaz en la protección contra fugas., pues las capas de algodón y rayón lograban la absorción necesaria..
Su idea era crear un producto que funcionara en el cuerpo de la mujer y ofrecer una mejor protección. Como nadadora activa, no estaba satisfecha con las opciones disponibles para la higiene menstrual, y como ginecóloga tenía los conocimientos técnicos para encontrar una mejor opción para las mujeres que menstruaban. Además, no estaba satisfecha con las toallas sanitarias del mercado, porque no se podían usar en el agua, y pensó que los tampones con aplicadores eran incómodos y no se ajustaban al cuerpo de la mujer. Su invento, un tampón sin aplicador tenía la ventaja de que era fácil de insertar, cómodo y proporcionaba una buena protección.
Después de la invención de este modelo de tampón sin aplicador, el producto se fabricó en masa a mediados del siglo XX con la ayuda de Carl Hahn Company en Alemania. Esta empresa, así como la idea del tampón sin aplicador ob, fue vendida y finalmente comprada en 1974, por la multinacional Johnson & Johnson.
En 1984, se emitió un anuncio de los tampones ob en la televisión estadounidense en el que aparecía Esser-Mittag. La marca ob cuenta en su plantilla con una ginecóloga certificada por la junta y con un equipo de investigación que mantiene la visión de Esser-Mittag y busca opciones innovadoras para las mujeres.

## Obra
- 1987 - Pädiatrische Gynäkologie. ISBN 9780387178059.[18]
- 1989 - Der Liebe auf der Spur: das Buch zur achtteiligen Spielfilmserie über Liebe und Sexualitä. ISBN 9783980205702.[19]
- 1994 - Jugendsexualität heute: Tabus, Konflikte, Lösungen. ISBN 9783886792368.[20]
- 1996 - Kinder- und Jugendgynäkologie: Atlas und Leitfaden für die Praxis. ISBN 9783794515585.[21]